# Referèndum constitucional del Senegal de 1958
El 28 de setembre de 1958 es va celebrar al Senegal un referèndum sobre la nova constitució de França com a part d'un referèndum més ampli celebrat en tota la Unió Francesa. La nova constitució veuria al país convertir-se en part de la nova Comunitat Francesa si s'acceptava, o donaria lloc a la independència si es rebutjava. Va ser aprovada pel 97,55% dels votants.